# Ciplet
Ciplet is een dorp in de Belgische provincie Luik en een deelgemeente van Braives. Tot 1 januari 1977 was het een zelfstandige gemeente.

## Bezienswaardigheden
- De Sint-Mauritiuskerk (Église Saint-Maurice) is een neogotisch kerkgebouw van 1858. In 1911-1912 werd de kerk vergroot met één travee, een transept en een koor.

## Natuur en landschap
De hoogte aan de kerk bedraagt 147 meter.

## Demografische ontwikkeling
- Bronnen:NIS, Opm:1831 tot en met 1970=volkstellingen, 1976= inwoneraantal op 31 december

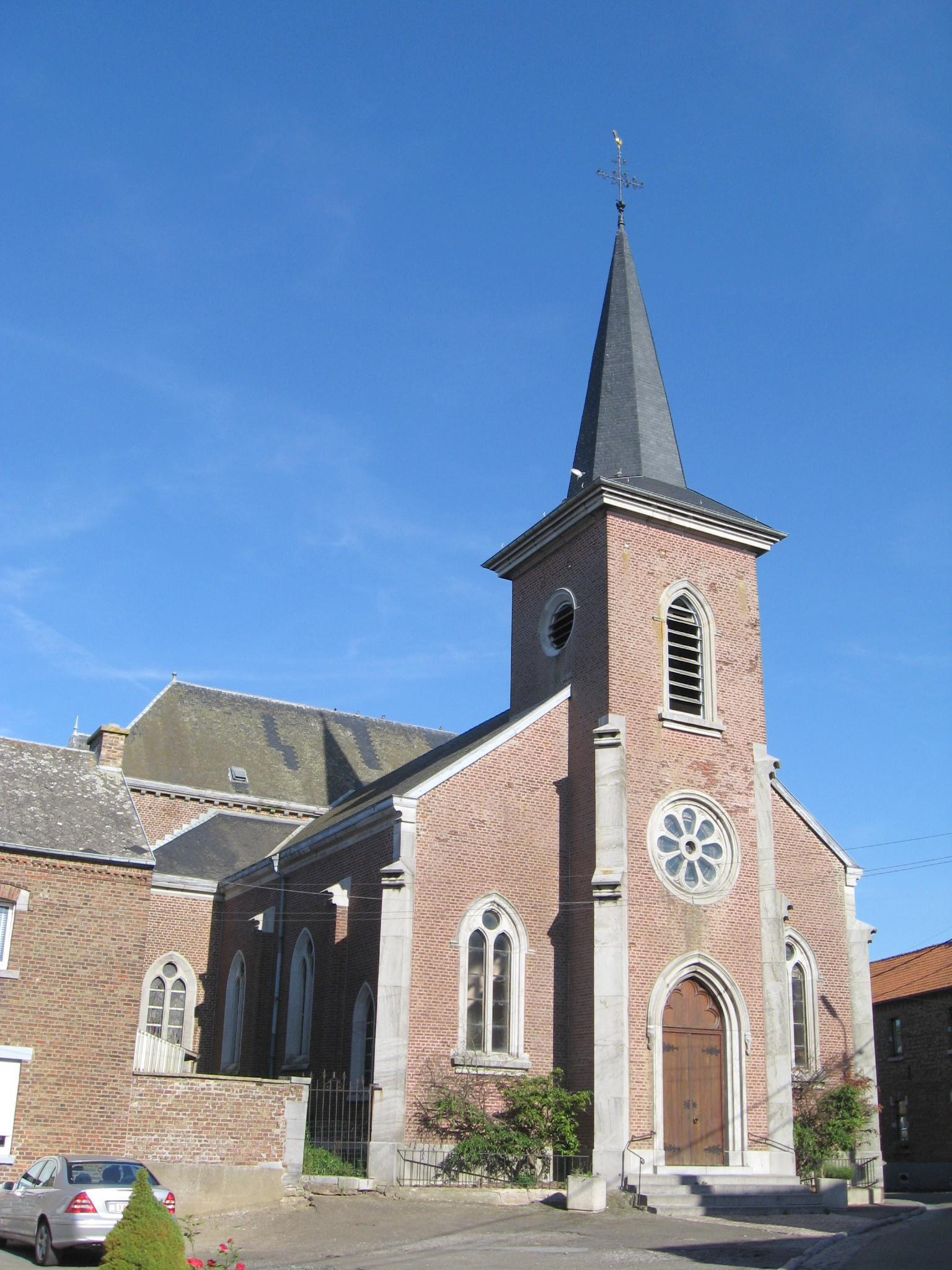
Église Saint-Maurice

## Nabijgelegen kernen
Moxhe, Avennes, Ville-en-Hesbaye, Burdinne, Avin
Deelgemeenten: Avennes · Braives · Ciplet · Fallais · Fumal · Hosdent-sur-Mehaigne · Latinne · Tourinne · Ville-en-Hesbaye

Belgische gemeenten · Arrondissement Borgworm · Henegouwen · Wallonië